# صموئيل كابريرا
صموئيل كابريرا (بالإسبانية: Samuel Cabrera)‏ ولد بتاريخ 15 أغسطس 1960، هو دراج كولومبي سابق في صنف سباق الدراجات على الطريق.

## روابط خارجية
- صموئيل كابريرا على موقع أرشيف الدراجات (الإنجليزية)
- صموئيل كابريرا على موقع إحصائيات الدراجات الإحترافية (الإنجليزية)
- صموئيل كابريرا على موقع CycleBase (الإنجليزية)